# بخش برست
بخش برست (به فرانسوی: Arrondissement de Brest) یک بخش در فرانسه است که در فینیستر واقع شده‌است.